# Serrivomer samoensis
Espèce
Serrivomer samoensis est une espèce de poissons Anguilliformes du sud de l'Océan Pacifique.

## Référence
- Bauchot, 1959 : Etude des larves leptocephales du groupe Leptocephalus lanceolatus Strömman et identification à la famille des Serrivomeridae. Dana Report 48 pp 1-148.